# Indice thermique

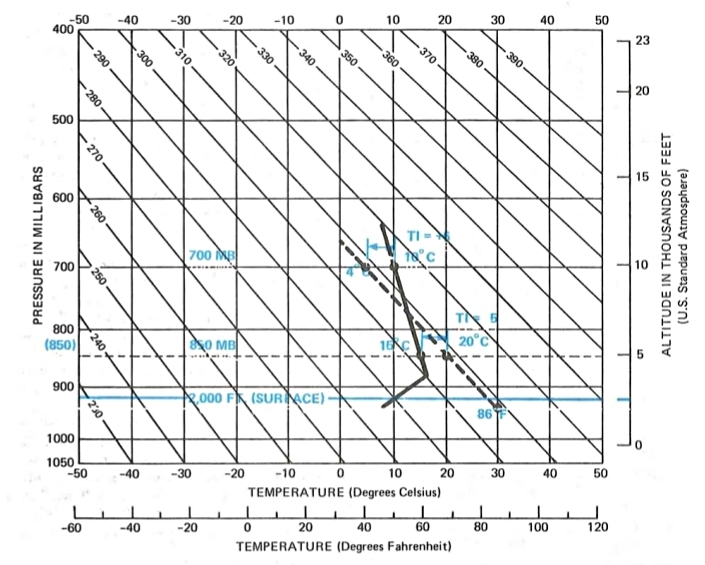
Définition du Thermal Index donnée par la FAA

L’indice thermique (Thermal Index en anglais) est une notion peu connue reprise par la Federal Aviation Administration et qui est censée exprimer la qualité des conditions aérologiques d'une journée donnée. Cette notion n'est pas reconnue internationalement et ne fait pas partie du glossaire de l'American Meteorological Society ou de l'Organisation météorologique mondiale. 
Elle est basée sur la différence à une altitude donnée entre la température matinale de l'environnement et celle d'une particule d'air se trouvant le long de l'adiabatique sèche après réchauffement diurne. Le concept ne tient pas compte de la courbe de température à d'autres niveaux dans la masse d'air et tient pour acquis que la masse d'air est en instabilité latente par réchauffement diurne.
Le TI n'est donc pas une mesure de la variation instantanée de la température à une altitude donnée, généralement 850 hPa, mais bien un estimé de combien une parcelle d'air réchauffée à bas niveau et soulevée à cette altitude peut s'éloigner de la température de l'environnement à plus haut niveau et acquérir de l'énergie potentielle de convection disponible (EPCD). Cette dernière lui donnant une vitesse ascensionnelle, plus TI sera négatif et meilleures en théorie seront les conditions de vol en thermique. 

## Définition
L'indice thermique est une différence de température exprimée en kelvins (température absolue) à un niveau de pression donné (en général à 850 hPa, soit une altitude d'environ 1 500 mètres, entre le sondage matinal et sa modification après réchauffement diurne. Ainsi, le radiosondage matinal, par exemple à 12 h UTC dans l'est du continent américain, donne la température Ts au niveau 850 hPa. Par la suite, en considérant un réchauffement diurne, la température devient Tp à ce même niveau pour une parcelle d'air qui est soulevée adiabatiquement à partir du sol à un temps donné plus tard en journée. 
L'indice thermique est alors TI = Ts - Tp. Cette quantité est exprimée en kelvins. L'ouvrage en question dit clairement que le TI est une prévision : « Remember that the TI is a forecast value. ».
Il est alors dit que plus TI est négatif, meilleures sont les conditions de vol. Ainsi un TI de −8 à −10 K donnerait d'excellentes conditions de vol à voile car l'air réchauffé serait beaucoup plus chaud que l'environnement initial et donc subirait une forte poussée d'Archimède vers le haut.  Dennis Pagen a aussi repris cette notion,. Il affirme que : « The Thermal Index is a measure of instability using the expected maximum ground temperature and the current temperature aloft. » (traduction en français : « L'indice thermique est une mesure de l'instabilité basée sur la température au sol maximale prévue et la température actuelle en altitude »).
Une définition sur-simplifiée correspond à l'indice de soulèvement à une altitude donnée,.

### Développement mathématique
Un développement du TI avec les variables météorologiques consiste simplement à définir la variation diurne de la température de la couche d'air à une altitude donnée. En présence de convection, la température à un niveau donné h (au-dessous de la base des cumulus) T_h sera simplement la température au sol Ts moins la décroissance de la température suivant le gradient adiabatique sec. Donc,
{\displaystyle T_{h}=T_{s}-{g \over c_{p}}h+\Delta T}
où g=9.80665 m/s² est l'accélération de la gravité et c_p = 1 006 J/kg/K est la capacité calorifique de l'air à pression constante,
Δ T est la surchauffe de la parcelle d'air au sol. Soit Tn la température de la couche à l'altitude donnée en début de matinée. L'indice thermique est donc par définition:
{\displaystyle TI=T_{n}-T_{h}=T_{n}-T_{s}+{g \over c_{p}}h-\Delta T}

### Exemple de calcul
Dans la figure 1 ci-contre, un sondage imaginaire est produit tôt le matin. L'altitude du terrain de vol à voile est de 2 000 pieds (610 m) et donc la pression est d'environ 930 hPa. La température à 850 hPa (1 500 mètres) est de 15 °C. En supposant que la température au sol atteint 30 °C en milieu d'après-midi, à 1 500 mètres la parcelle d'air se sera élevée de 900 mètres et avec le gradient adiabatique (g/Cp) de l'ordre de 10 K/km. Donc la parcelle d'air se sera refroidie de 9 kelvins et sa température à ce niveau sera donc 30-9 = 21 °C. Le TI est alors 15-21 = −6 kelvins.

## Limites

### Disponibilité des sondages
Les radiosondages se font partout dans le monde à 0 h et 12 h UTC ce qui constituait antérieurement une limite au calcul du TI. En effet, ceci ne correspond au début de la matinée que seulement dans l'est des Amériques (12 h UTC), de l'Asie (0 h UTC) et de l'Océanie (0 h UTC). Ailleurs, comme en Europe, ceci correspond à des périodes différentes de la journée et les valeurs de l'environnement du début de la matinée devaient être extrapolées entre les deux sondages. Cependant, cette limite est maintenant surmontée car les valeurs environnementales peuvent être estimées à partir des données de sondages atmosphériques effectués par satellite météorologique. ou bien par celles d'un modèle de prévision numérique du temps.

### Limites de l'interprétation
Il est important de noter que l'indice thermique (TI) prend comme prémisse que le radiosondage utilisé pour le calcul est caractéristique d'une masse d'air barotrope qui ne devrait pas se modifier durant la journée, sauf pour le réchauffement au niveau de la parcelle d'air soulevée. Tout changement des températures en altitude par advection ou changement de masse d'air (ex. passage d'un front froid), invalide cette hypothèse et la valeur de la température en altitude doit être changée pour calculer le TI. Il en est de même en cas de changement de température à une altitude donnée à la suite d'un phénomène de convection partant du sol.

### Échelles de temps
En présence de convection sèche partant du sol (belle journée typique de vol à voile), la température à un niveau donné sera approximativement la température du sol moins le refroidissement de la parcelle dû à sa détente adiabatique.  En effet, l'échelle de temps entre le rééquilibrage de l'atmosphère par convection (10 minutes) et l'échelle de temps au niveau du radiosondage (6 heures de 7 h à 13 h) diffèrent de plus d'un ordre de magnitude. L'échelle de temps concernant le rééquilibrage de l'atmosphère par convection est basée sur le fait que la durée d'ascension d'une parcelle d'air est en pratique de l'ordre de 10 minutes quelle que soit la hauteur de la convection. Une règle empirique dit que pour une hauteur de convection de n × 1 000 pieds, la vitesse ascensionnelle est de n nœuds,,.
En pratique, un TI élevé signifiera simplement que la masse d 'air est en instabilité latente dans la couche habituelle de vol à voile et que la convection sera probablement plus profonde en milieu de journée, ce qui engendrera des ascendances plus fortes. Vu le peu d'information quantitative apporté par ce paramètre, la notion de TI a été officiellement abandonnée dans la dernière version du Glider Flying Handbook publié par la FAA en 2013 (sauf dans un aparté).

### Couche superadiabatique de grande profondeur

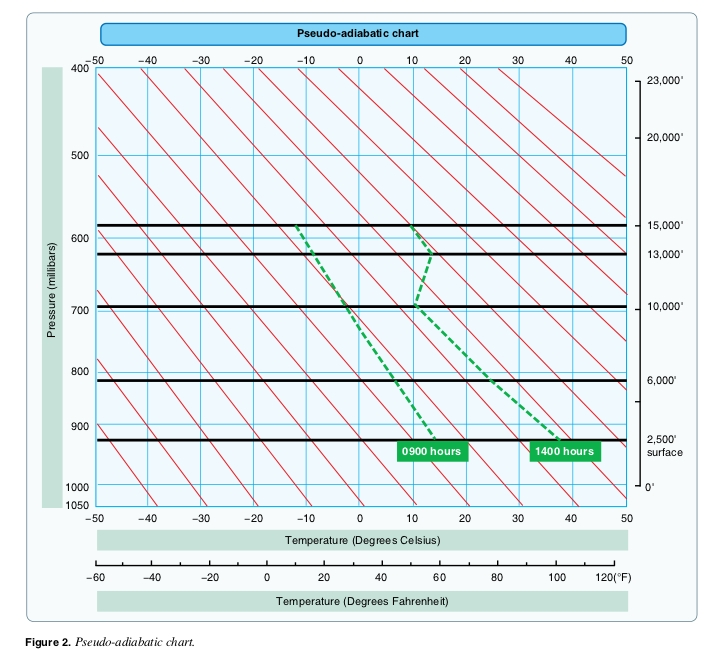
Figure 2: Sondage hypothétique montrant un gradient thermique superadiabatique

Dans certaines conditions de réchauffement, la couche d'air peut devenir super-adiabatique, c'est-à-dire que le refroidissement de température d'une telle parcelle d'air en soulèvement est moins rapide que l'adiabatique sèche. Ce phénomène,  montré dans la figure 2 tirée d'un document de la FAA, ne peut exister que pendant une durée infime de temps car l'atmosphère se rééquilibre rapidement. La valeur du TI (-5 K) déduit de cette figure est donc hautement improbable car la non persistance de telles conditions super-adiabatiques de grande épaisseur et de longue durée empêche de définir de manière réaliste un tel TI, soit à partir de radiosondages, soit par données satellites ou de modèles. Ainsi, on remarquera qu'un général, la température potentielle dans la couche convective n'est inférieure que de 2 kelvins environ à la température au niveau du sol,.

### TIversusLI
On remarquera que l'indice de soulèvement (noté LI comme Lifted Index) est une prévision au même titre que le TI. Ainsi, Dennis Pagen commente que l'indice de soulèvement n'est qu'un cas particulier de l'indice thermique calculé à 500 hPa. Il dit spécifiquement que « The lifted index is a special form of the thermal index. While the latter can be calculated for any altitude, the former is always calculated for 18,000 feet (5.5 km) ». Le TI et le LI ont donc de fortes ressemblances mais leur interprétation est différente. Le TI ne veut décrire que la qualité de la poussée verticale, avec ou sans humidité, dans une masse d'air réchauffé. Il ne tient pas compte qu'un indice fortement négatif en présence d'humidité peut donner des conditions orageuses dangereuses pour le de vol à voile.  L'indice thermique à 850 hPa traduit simplement la force probable des ascendances thermiques en atmosphère sèche. Cependant, l'indice de soulèvement (ou indice thermique à 500 hPa) tient pour acquis que la masse d'air a assez d'humidité pour donner des cumulonimbus lors du soulèvement et traduit la violence de l'orage correspondant.

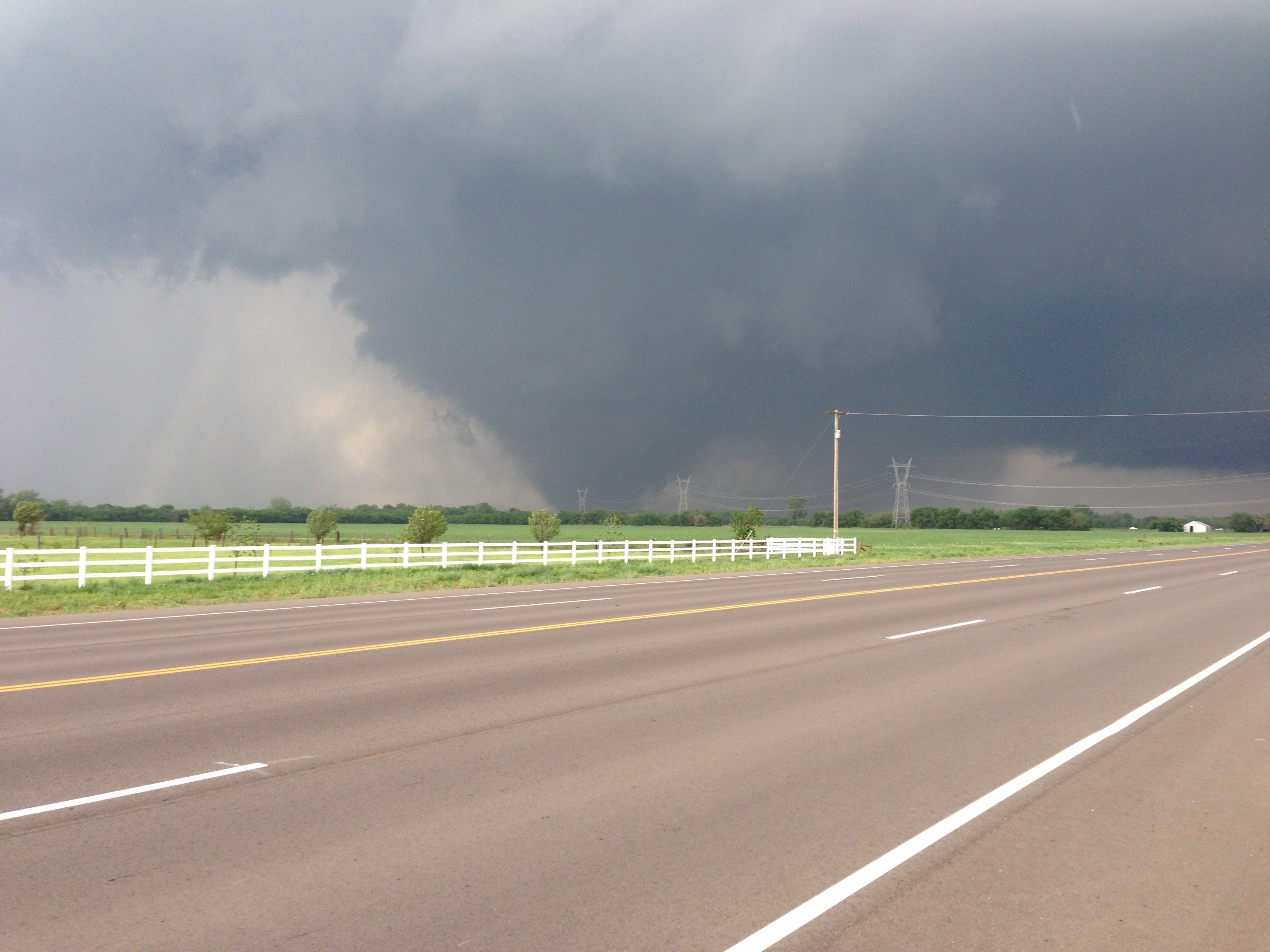
Figure 3: Tornade dévastant Moore (Oklahoma) en présence d'un « excellent » indice de soulèvement.

Il est dit dans l'ouvrage Aviation Weather que: « Strength of thermals is proportional to the magnitude of the negative value of the TI. A TI of −8 or −10 predicts very good lift and a long soaring day » (traduction en français : « La force des thermiques est proportionnelle à la valeur négative du TI. Un TI de −8 à −10 prédit de très bons thermiques et une longue journée de vol à voile »). En cas de confusion entre le TI et le LI, les conséquences peuvent être dramatiques. En effet si un TI de −8 K à −10 K peut être bénin en air sec, il n'en est pas de même dans une masse d'air humide.
Dans ce cas, l'indice de soulèvement pourrait pointer vers des orages d'une violence extrême. Cette différence est reprise presque in extenso dans le Glider Flying Handbook qui dit comme suit : « Although the lifting index may be very negative and good for soaring, too much moisture can make good soaring conditions very dangerous once the storms develop. » (traduction française: « Bien qu'un indice de soulèvement ayant une valeur très négative est favorable au vol à voile, l'excès d'humidité peut rendre ces bonnes conditions aérologiques très dangereuses dès que les orages commencent à se développer. »). La photo ci-contre représente ainsi une tornade de force EF5 dévastant Moore (Oklahoma) avec un TI montrant de « très bonnes conditions aérologiques » à cause d'un indice de soulèvement « assez » négatif de « seulement » −6 K.
Un pilote non conscient des limites du TI rencontrera probablement des ascendances très douces et modérées dans la zone photographiée (figure 3). En effet, en présence d'un orage supercellulaire, les ascendances sous le nuage peuvent se produire en présence d'une flottabilité négative et sont dues à un effet dynamique d'aspiration à la manière d'un aspirateur. Dans ce type d'ascendance, les turbulences sont supprimées. En fin de compte, ce pilote brisera son frêle esquif au contact de la tornade.

### Résumé sur les limites
Le TI n'est qu'un indice parmi plusieurs pour avoir une idée de l'importance du soulèvement thermique diurne utilisable par un pilote de planeur. D'autres indices, comme l'Indice de George et l'Indice de menace de temps violent, incluent le contenu en eau de la masse d'air et apportent des informations supplémentaires sur les possibles conditions de vols. Cependant, ceux-ci ne sont pas une panacée car ils sont surtout conçus pour des cumulonimbus provenant d'une masse d'air humide standard. Lorsque la masse d'air est relativement sèche à bas niveau mais très humide en altitude, des orages à base élevée peuvent donner des rafales descendantes accélérées par l'évaporation des précipitations (virga) sous l'orage et générer divers phénomènes violents comme des haboobs et des micro-rafales sèches. Ainsi il est dit dans le même ouvrage qu'en présence d'un indice de George petit et d'un indice de soulèvement très négatif, les conditions de vol à voile seraient excellentes (sauf à la rencontre des orages sus-mentionnés). Il est donc toujours meilleur pour un utilisateur de connaître la situation météorologique en détail et non se fier seulement sur un indice comme le TI.

## Interprétation en termes d'advection
Il est reconnu que les conditions les plus propices pour le vol à voile sont après le passage d'un front froid en présence d'un ciel de traîne. Il se produit alors une advection d'air froid en altitude qui a pour conséquence de refroidir la couche à 850 hPa tandis que le sol reste relativement chaud. 
En supposant que le front froid passe dans la nuit, la température mesurée en altitude à 7 h sera fraîche. Puisque le sol est encore relativement chaud, au milieu de l'après-midi au printemps par forte insolation, la température au sol sera (relativement) élevée eu égard à la température de l'air en altitude tôt le matin. Cela aura pour conséquence de réchauffer la couche d'air en altitude par convection. On a donc affaire à deux phénomènes opposés en altitude: le réchauffement par convection et le refroidissement par advection. Le TI traduit alors la décroissance de la température à un niveau donné due à l'advection d'air frais.

## Indice allemand de vol à voile
En Europe, un indice différent est utilisé, appelé Soaring Index, pour prévoir l'existence et la force des ascendances. La formule est la suivante :
{\displaystyle S_{I}=T_{850\ {\rm {hPa}}}-T_{500\ {\rm {hPa}}}+T_{d,500\ {\rm {hPa}}}-(T_{700\ {\rm {hPa}}}-T_{d,700\ {\rm {hPa}}})}
Les températures sont exprimées en degrés Celsius, les termes en indice correspondant au niveau de pression etTd étant le point de rosée. Ce Soaring Index n'est pas unanimement accepté
et est très proche de l'indice de George où {\displaystyle T_{d,850}} a été remplacé par {\displaystyle T_{d,500}}.
Cet indice serait capable de prédire la force des ascendances et la probabilité d'avoir des orages.